# Le Crime d'Ovide Plouffe
Série
Les Plouffe
(1981)
Pour plus de détails, voir Fiche technique et Distribution.
 Le Crime d’Ovide Plouffe  est un film de Denys Arcand produit en 1984. Le film est une suite du film Les Plouffe réalisé par Gilles Carle en 1981. Les deux films reprennent au cinéma les célèbres personnages du roman Les Plouffe de Roger Lemelin, paru en 1948. « La Famille Plouffe » a été une première adaptation du roman à la radio en 1952. De 1953 à 1959, une adaptation télévisée, sous forme de feuilleton hebdomadaire, a captivé toute une génération de téléspectateurs québécois.

## Synopsis
Devenu représentant de commerce, Ovide Plouffe a épousé Rita Toulouse. Sa jeune épouse s’occupe du comptoir de bijouterie du couple. De son côté, Ovide est attiré par une jeune française employée au restaurant Chez Gérard. Le couple est en instance de rupture. Lorsque Rita meurt dans un accident d’avion, Ovide est rapidement soupçonné et les procédures judiciaires et pénales sèment le scandale dans toute la famille Plouffe.
Cet épisode est inspiré de l'affaire Albert Guay, qui tua sa femme en faisant installer une bombe dans l'avion qu'elle devait prendre.

## Prix
- 1985 Prix Génie pour la meilleure performance d’acteur à Gabriel Arcand

## Fiche technique
- Réalisation : Denys Arcand
- Producteur : Justine Héroux
- Scénario : Denys Arcand et Roger Lemelin
- Direction photo : François Protat
- Direction artistique : Jocelyn Joly
- Montage : Monique Fortier
- Musique : Olivier Dassault
- Scripte: Johanne Prégent
- Sorti le 16 janvier 1985 en France
- Pays :  Canada /  France

## Distribution
- Gabriel Arcand : Ovide Plouffe
- Anne Létourneau : Rita Toulouse, alias madame Rita Plouffe
- Jean Carmet : Pacifique Berthet
- Pierre Curzi : Napoléon Plouffe
- Véronique Jannot : Marie
- Donald Pilon : Stan Labrie
- Rémy Girard : annonceur à la radio
- Yves Jacques : Bob
- Ginette Boivin : Maryse
- Dominique Michel : l'agent de voyage
- Juliette Huot : Joséphine Plouffe
- Denise Filiatrault : Cécile Plouffe
- Louise Laparé : Jeanne Duplessis, alias madame Jeanne Plouffe
- Serge Dupire : Guillaume Plouffe
- Nathalie Vachon : Arlette Plouffe
- Julien Poulin : voyou du cabaret
- Normand Choquette : représentant de commerce
- Jean Martin : sculpteur
- Claude Laroche : vendeur de dynamite
- Alain Zouvi : agent d’aéroport
- Jean Claudio : consul de France
- Alain Charbonneau : commissaire de bord
- Luc Proulx : prisonnier
- Claude Lemieux : prisonnier
- Bernard Meney : Philippe d’Ormesson
- Louis-Georges Girard : gardien d’Ovide
- Marcel Giguère : chauffeur de taxi
- Roger Lebel : grand avocat
- Jean Lajeunesse : procureur de la Couronne
- Marcel Leboeuf : avocat d’Ovide
- René Caron : juge

## Anecdote
L’intrigue du film se fonderait sur la tragédie aérienne de Sault-au-Cochon survenue en 1949 et pour laquelle trois personnes, dont une femme et un ami de Lemelin (Guay, le principal accusé) ont été condamnées à mort.